# روزالین کارتر
النور روزالین کارتر (Eleanor Rosalynn Carter/ˈroʊzəlɪn/ ROH-zə-lin; نام تولد: اسمیت؛ ۱۸ اوت ۱۹۲۷ – ۱۹ نوامبر ۲۰۲۳) نویسنده و کنشگر آمریکایی بود که از سال ۱۹۷۷ تا ۱۹۸۱ به عنوان بانوی اول ایالت متحده آمریکا خدمت کرد. همسر جیمی کارتر، رئیس‌جمهور پیشین آمریکا در دهه‌هایی که او در خدمات عمومی بود، یکی از مدافعان اصلی جنش‌های متعدد از جمله سلامت روان بود.

## اوایل زندگی

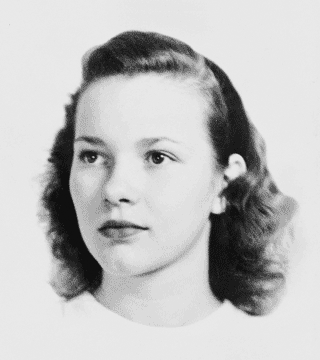
روزالین در سن ۱۷ سالگی در ۱۹۴۴

کارتر در پلینز، جورجیا زاده و بزرگ شد. او از دبیرستان پلینز فارغ‌التحصیل شد و زود به کالج جنوب‌غربی جورجیا رفت و در سال ۱۹۴۶ دانش‌آموخته شد. او ابتدا پس از دیدن عکسی از همسر آینده خود در یونیفورم آناپولیس، مجذوب او شد. آنها در سال ۱۹۴۶ ازدواج کردند. کارتر به شوهر خود کمک کرد تا در سال ۱۹۷۰ فرمانداری ایالت جورجیا را بدست آورد و زمانی که بانوی اول آن ایالت بود، توجه خود را به زمینه سلامت روان معطوف کرد. روزالین کارتر در طی تلاش‌های موفقیت آمیز برای ریاست جمهوری ایالات متحده در انتخابات ۱۹۷۶، برای همسرش مبارزه انتخاباتی انجام داد و جرالد فورد، رئیس‌جمهور وقت جمهوری‌خواه را شکست داد.
کارتر در دوران ریاست جمهوری همسرش از نظر سیاسی فعال بود. اگرچه اعلام کرد که قصد ندارد، یک بانوی اول سنتی باشد. النور کارتر در دوران ریاست جمهوری همسرش، از سیاست‌های عمومی وی و همچنین زندگی اجتماعی و شخصی او حمایت کرد. وی به منظور اطلاع کامل، به دعوت رئیس‌جمهور در جلسات کابینه شرکت کرد. روزالین کارتر همچنین نماینده همسرش در جلسات با رهبران داخلی و خارجی، از جمله به عنوان فرستاده‌ای به آمریکای لاتین در سال ۱۹۷۷ بود. جیمی کارتر او را شریکی برابر یافت. النور برای انتخاب دوباره جیمی کارتر به سمت ریاست‌جمهوری در انتخابات ۱۹۸۰ که به رونالد ریگان جمهوری‌خواه باخت، مبارزه انتخاباتی کرد.

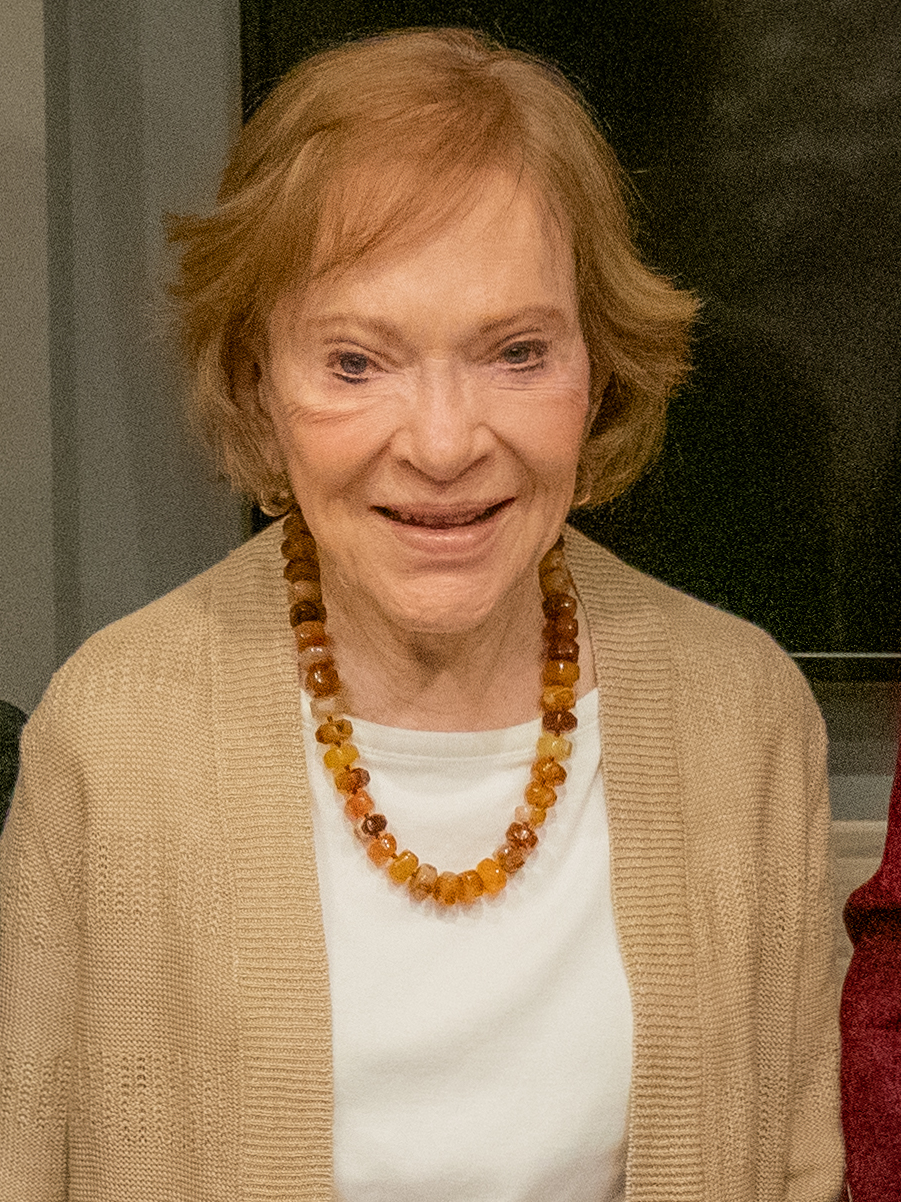
روزالین کارتر در سال ۲۰۱۹

پس از ترک کاخ سفید در سال ۱۹۸۱ کارتر به حمایت از سلامت روان و جنبش‌های دیگر ادامه داد و چندین کتاب نوشت. او و همسرش به گسترش سازمان مسکن‌سازی غیرانتفاعی Habitat for Humanity کمک کردند. کارتر دومین بانوی اول با عمر طولانی پس از بس ترومن و طولانی‌ترین بانوی اول مزدوج بود. او و همسرش، نشان آزادی ریاست جمهوری را در سال ۱۹۹۹ دریافت کردند. در آوریل ۱۹۷۷ کارتر تحت عمل جراحی برای تومور خوش‌خیم سینه قرار گرفت.
روزالین کارتر در اوت ۱۹۷۷ در بیمارستان نیروی دریایی بتزدا، مریلند تحت عمل جراحی قرار گرفت که سخنگوی مطبوعاتی او مری هویت آن را به عنوان یک موضوع خصوصی معمول توصیف کرد.
جیمی و رزالین کارتر در جولای ۲۰۲۳، ۷۷ سال زندگی مشترک خود را جشن گرفتند.

## درگذشت
در مه ۲۰۲۳ مرکز کارتر اعلام کرد که روزالین کارتر به زوال عقل مبتلا شده‌است. در این بیانیه همچنین اشاره شده‌است که او با همسرش (که در زمان اعلام این خبر در بیمارستان بستری بود) در خانه به زندگی خود ادامه داد و از بهار و دیدار با عزیزانش لذت برد. او پس از اعلام خبر ورود به بیمارستان در ۱۹ نوامبر ۲۰۲۳ در خانه خود در پلینز، جورجیا، به مرگ طبیعی در سن ۹۶ سالگی درگذشت.

## نگارخانه

فرح پهلوی که جیمی کارتر چهارم را در بغل دارد و روزالین کارتر، کارون کارتر و چیپ کارتر در حال تماشای آن‌ها هستند، ۱۸ ژانویه ۱۹۷۸
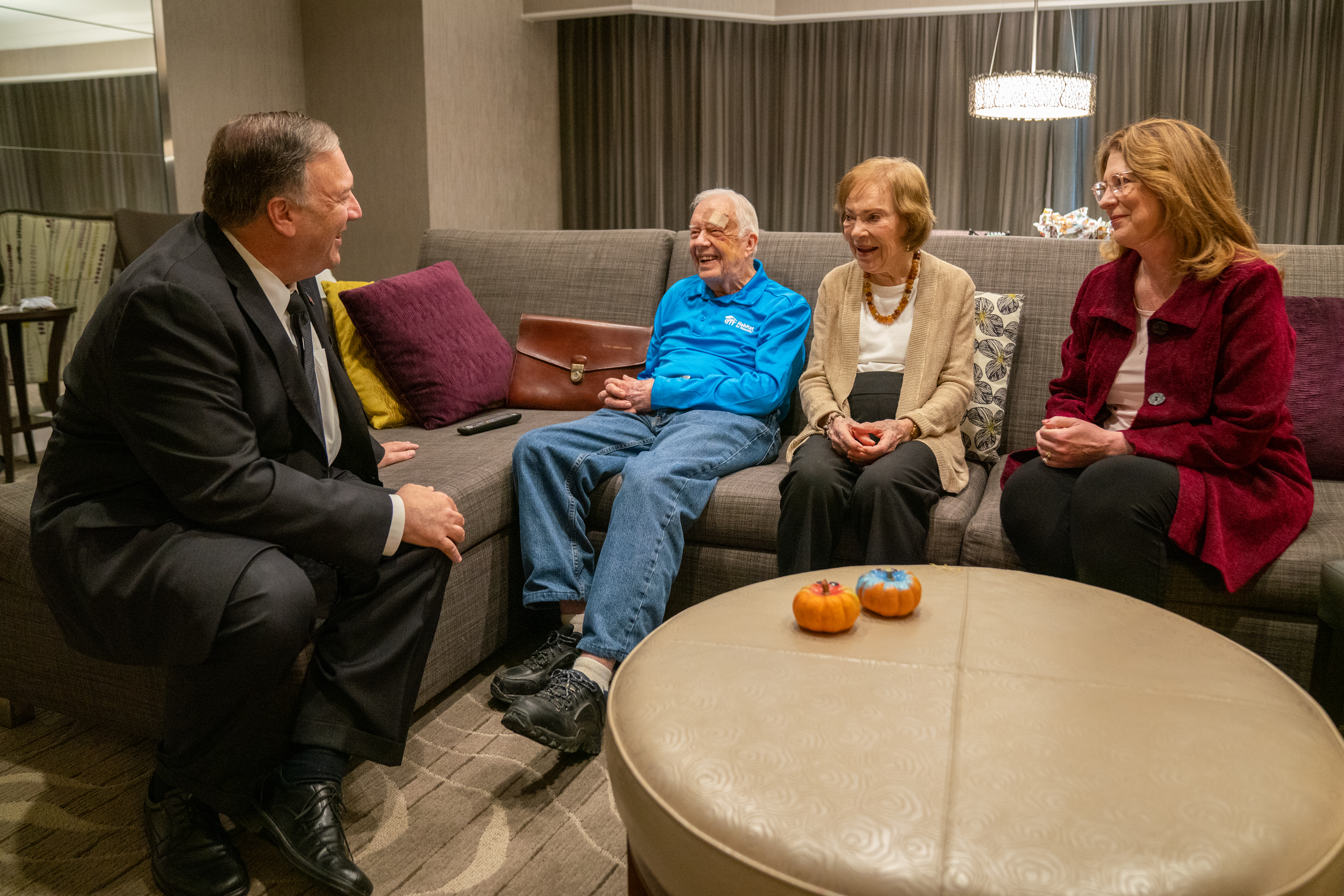
مایک پومپئو در دیدار خانواده کارتر